# Elophila fengwhanalis
Elophila fengwhanalis is een vlinder uit de familie van de grasmotten (Crambidae), uit de onderfamilie van de Acentropinae. De wetenschappelijke naam van deze soort is voor het eerst gepubliceerd in 1877 door Henry James Stovin Pryer.

## Verspreiding
De soort komt voor in China, Noord-Korea, Zuid-Korea en Japan.

## Waardplanten
- Azolla imbricate
- Monochoria vaginalis
- Hydrocharis dubia
- Potamogeton sp.
- Oryza sativa

## Biologie
De vliegtijd is van mei tot en met augustus met een piek in juli. Na de paring leggen de vrouwtjes de eitjes in pakketten van 30 tot 50 stuks aan de onderkant van de bladeren van de waardplant. De rups bindt twee stukken van bladeren van de waardplant samen als een omhulsel, waarin deze verblijft. De rupsen zijn meestal 's nachts actief, de vlinders van zonsondergang tot laat in de nacht. De vlinders worden sterk door licht aangetrokken.